# NGC 6007
NGC 6007 é uma galáxia espiral barrada (SBcd) localizada na direcção da constelação de Serpens. Possui uma declinação de +11° 57' 35" e uma ascensão recta de 15 horas, 53 minutos e 23,2 segundos.
A galáxia NGC 6007 foi descoberta em 2 de Junho de 1864 por Albert Marth.